# Ariane 2
För andra betydelser, se Ariane.
Ariane 2, fransktillverkad rymdraket från Aerospatiale. I stort sett var raketen en förlängd Ariane 1.
Första uppskjutningen genomfördes 30 maj 1986 från raketbasen Kourou i Franska Guyana i norra delen av Sydamerika. Den sista uppskjutningen skedde 1 april 1989. Bara sex starter skedde med denna rakettyp varav den första misslyckades. Den sista uppskjutningen lade den svenska kommunikationssatelliten Tele-X i geostationär omloppsbana.

## Uppskjutningar
Se Lista över Ariane uppskjutningar för en lista över alla uppskjutningar av Ariane.
Totalt gjordes sex uppskjutningar av Ariane 2-raketer. Den första uppskjutningen misslyckades då raketens tredje steg inte startade.